# Trident (equip ciclista)
L'equip Trident, posteriorment conegut com a Asfra, va ser un equip ciclista belga que competí professionalment entre el 1993 i el 1995.

## Principals resultats
- Circuit Franco-Belga: Dainis Ozols (1994)
- Grote Scheldeprijs: Peter Van Petegem (1994)
- Tour de Vendée: Patrick Van Roosbroeck (1994)
- Tour de Berna: Andreas Kappes (1994)
- Internatie Reningelst: Arvis Piziks (1994)
- Copa Sels: Daniel Verelst (1994)

### A les grans voltes
- Volta a Espanya
  - 0 participacions

- Tour de França
  - 0 participacions

- Giro d'Itàlia
  - 0 participacions

## Classificacions UCI
La següent classificació estableix la posició de l'equip en finalitzar la temporada.
| Temporada | Classificació per equips | Millor ciclista en la classificació individual |
| --------- | ------------------------ | ---------------------------------------------- |
| 1995      | 47è                      | Raymond Meijs (389è)                           |